# Nhật Bản xâm chiếm Aparri
Cuộc hành quân xâm lược Aparri của Nhật Bản (Tiếng Philippines: Paglusob ng mga Hapones sa Aparri) diễn ra vào ngày 10 tháng 12 năm 1941 là một trong các cuộc đổ bộ đầu tiên của quân đội Nhật Bản trong Chiến dịch xâm lược Philippines. Mục đích của cuộc đổ bộ là để giành quyền kiểm soát các đường băng địa phương, có thể được sử dụng làm căn cứ tiền phương của máy bay chiến đấu cho các hoạt động xa hơn về phía nam. Cuộc đổ bộ đầu tiên diễn ra tại đảo Batan vào ngày 8 tháng 12 năm 1941. Tiếp theo là Vigan, Legaspi, Davao, và đảo Jolo trong vài ngày tiếp theo.

## Bố trí lực lượng
Trước Thế chiến 2, Aparri được coi là một thành phố cảng đáng kể, với dân số là 26,500 người. Tuy nhiên, mặc dù nằm ở cửa sông Cagayan, nó bị cô lập với phần còn lại của Luzon bởi các dãy núi ở phía đông, tây và nam. Manila và vùng đồng bằng trung tâm Luzon được kết nối với Aparri bằng Đường 5 qua đèo Balete hẹp ở phía nam, hoặc bằng một tuyến đường ven biển dài. Thung lũng Cagayan không được người Mỹ coi là một tuyến đường xâm lược.
Khu vực Aparri trên lý thuyết được bảo vệ bởi Lực lượng Bắc Luzon của Tướng Wainwright. Tuy nhiên, chỉ với một vài người và một lãnh thổ rộng lớn để bảo vệ, Wainwright chỉ có thể dành một sư đoàn Quân đội Philippines được huấn luyện và trang bị một phần, Sư đoàn 11, do Đại tá William E. Brougher chỉ huy, cho toàn bộ miền bắc Luzon. Là một sư đoàn dự bị, Sư đoàn 11 chỉ bắt đầu huy động vào tháng 9 và chỉ bằng 2/3 sức mạnh được uỷ quyền là 1,500 người mỗi trung đoàn. Nó cũng bị thiếu trang thiết bị nghiêm trọng, bao gồm gần như tất cả pháo binh và phương tiện vận tải. Sư đoàn này chỉ duy trì một tiểu đoàn trong toàn bộ thung lũng Cagayan, chỉ có một đại đội thực sự ở Aparri.
Về phía Nhật Bản, Tướng Homma đã tổ chức một đơn vị từ Trung đoàn Bộ binh 2 thuộc Sư đoàn 48 dưới quyền Đại tá Toru Tanaka. Con số này có khoảng 2,000 người của Tiểu đoàn 2, nửa Tiểu đoàn 1 và sở chỉ huy Trung đoàn. Lực lượng đổ bộ được hỗ trợ bởi một hạm đội của Hải quân Đế quốc Nhật Bản do Phó Đô đốc Kenzaburo Hara chỉ huy, bao gồm tuần dương hạm hạng nhẹ Natori, các khu trục hạm Fumizuki, Nagatsuki, Satsuki, Minazuki, Harukaze, Hatakaze, 3 tàu quét mìn, 6 tàu chống ngầm và 6 tàu vận tải. Hạm đội được bố trí từ Mako thuộc Quần đảo Pescadores và đi đến Aparri trước bình minh ngày 10 tháng 12. Chiến dịch đổ bộ được bảo vệ bởi các máy bay của Trung đoàn Tiêm kích 24 và 50 Nhật Bản được phóng từ sân bay tại đảo Batan chiếm được một ngày trước đó.

## Đổ bộ và kết quả
Chiến dịch đổ bộ vào Aparri không gặp phải sự kháng cự nào của quân Mỹ; tuy nhiên, sau khi hai đại đội đã đổ bộ gặp phải biển động và gió to buộc phải thay đổi vị trí đến Gonzaga, khoảng 20 dặm về phía đông. Các báo cáo về cuộc đổ bộ nhanh chóng đến sở chỉ huy của Tướng MacArthur ở Manila, nơi người ta giả định chính xác rằng mục tiêu là chiếm giữ các sân bay mà từ đó máy bay chiến đấu có thể triển khai cho các hoạt động xa hơn về phía nam. Tuy nhiên, Tướng Wainwright coi cuộc đổ bộ lên Aparri là một đòn bẩy để chia rẽ tuyến phòng thủ vốn đã yếu ớt của mình, và quyết định không kháng cự ngoài việc phá huỷ các cây cầu trên tuyến đường từ đèo Balete.
Khi quân Nhật đang dỡ hàng tại Gonzaga, 2 máy bay ném bom B-17 Flying Fortress từ sân bay Clark đã tấn công các tàu vận tải. Một trong những chiếc máy bay được điều khiển bởi Đại uý Colin Kelly, người báo cáo rằng ông đã tấn công và làm hư hại nặng một thiết giáp hạm Nhật trước khi ông bị bắn hạ. Kelly được truy tặng Huân chương Chữ thập bay xuất xắc và được miêu tả rộng rãi trong tuyên truyền của Đồng minh như là anh hùng chiến tranh đầu tiên vì đã lái chiếc máy bay bị hư hại của mình vào ống khói của thiết giáp hạm Haruna như là chiếc kamikaze đầu tiên; tuy nhiên, không có thiết giáp hạm Nhật Bản nào trong khu vực, và tổn thất duy nhất của phía Nhật Bản trong cuộc tấn công này là hư hại nhẹ đối với tuần dương hạm hạng nhẹ Natori, và tổn thất của tàu quét mìn W-19 vốn bị hư hại và mắc cạn.
Biệt đội Tanaka báo cáo chiếm được sân bay Aparri vào lúc 13:00 và sân bay tại Camalaniugan vào buổi tối. Công binh bắt đầu công việc ngay lập tức để mở rộng đường băng và thiết lập các cơ sở kho. Sentai 50 của Không lực Đế quốc Nhật Bản với 36 máy bay tiêm kích Nakajima Ki-27 hoạt động tại Aparri từ ngày hôm sau.
Đến ngày 12 tháng 12, Biệt đội Tanaka cũng đã bảo vệ sân bay Tuguegarao, 50 dặm về phía nam. Với việc người Mỹ đang rút chạy, Homma quyết định chỉ để lại một đơn vị đồn trú nhỏ tại Aparri, và di chuyển phần lớn lực lượng chiến đấu của mình xuống phía nam để hỗ trợ lực lượng xâm lược tại vịnh Lingayen.

## Hậu quả
Nhìn lại, các cuộc đổ bộ tiến công của Nhật Bản ở phía bắc Luzon, bao gồm cả tại Aparri, đạt được rất ít giá trị chiến lược hoặc chiến thuật. Các sân bay chiếm được rất nhỏ, và với sự tiến quân nhanh chóng của người Nhật vào trung tâm Luzon, chẳng bao lâu nữa không cần thiết cho các hoạt động tiếp theo.